# آخرین لحظه (فیلم ۱۹۹۵)
سربزنگاه (به انگلیسی: Nick of Time) فیلمی دلهره‌آور به کارگردانی جان بدهام است که در سال ۱۹۹۵ ساخته شده‌است. جانی دپ، کریستوفر واکن، چارلز اس داتن و کورتنی چِیس و روما مافیا بازیگران این فیلم هستند.

## خلاصهٔ داستان
جن واتسون (جانی دپ)، حسابداری آرام و مؤدب که همسرش را از دست داده‌است، به‌همراه دخترش لین به ایستگاه قطار لس آنجلس می‌رسد. درحالی‌که واتسون با تلفن سکه‌ای با فردی ناشناس تماس گرفته و می‌گوید که قطارش تأخیر دارد، دو غریبهٔ اسرارآمیز (کریستوفر واکن و روما مافیا) به نام‌های اسمیت و جونز، ایستگاه را بررسی می‌کنند و دربارهٔ نقشه‌ای که ماهرانه کشیده شده بحث می‌کنند. آنها متوجه واتسون می‌شوند که با یک اسکیت‌باز که دخترش را اذیت کرده، درگیر شده‌است. اسمیت و جونز به آنها نزدیک می‌شوند. آنها با نشان دادن نشان‌هایشان به واتسون او را متقاعد می‌کنند که پلیس هستند و بدون هیچ توجیهی واتسون و دخترش را داخل یک ماشین ون می‌برند.
واتسون متوجه می‌شود که اوضاع خوب نیست و نگران می‌شود. اما اسمیت با تپانچه به پای واتسون ضربه می‌زند. اسمیت عکس زنی را به او نشان می‌دهد و می‌گوید که اگر آن زن را نکشد، دخترش کشته خواهد شد. واتسون به‌زودی می‌فهمد که آن زن «النور گرنت» (مارشا میسون)، فرماندار ایالتی است.
در هتل (جایی که مبارزهٔ انتخاباتی انجام می‌شود)، واتسون چندین بار سعی می‌کند که پلیس را در جریان وضعیتش قرار دهد، اما اسمیت دائم دنبالش است و او را تهدید می‌کند یا با هم درگیر می‌شوند. واتسون موفق می‌شود که دستیار فرماندار، کریستا بروکس (گلوریا روبن) را پیدا کند. او حرف‌های واتسون را باور می‌کند و به او پیشنهاد می‌کند که به شوهر فرماندار، برندن گرنت (پیتر استراس) خبر دهد. برندن و یکی از اعضای پارلمان حرف‌های واتسون را باور نمی‌کنند و قبل از اینکه چیز دیگری گفته شود، اسمیت سر می‌رسد و به کریستا شلیک می‌کند و با واتسون درگیر می‌شود.
واتسون به هوش می‌آید و می‌فهمد که تقریباً همه ازجمله شوهر و کارکنان فرماندار از نقشه خبر دارند و یکی از اعضای جناح راست پارلمان که نامش مشخص نیست طراح این نقشه است. او با هیوئی، یک سرباز قدیمی معلول که در هتل کفش‌های مردم را واکس می‌زند، آشنا می‌شود. هیوئی اول حرف‌های واتسون را باور نمی‌کند. واتسن به اسمیت می‌گوید که هیوئی ناشنواست و اسمیت در حضور هیوئی دربارهٔ نقشه با واتسون حرف می‌زند. هیوئی که حالا حرف واتسون را باور کرده به او کمک می‌کند که به اتاق فرماندار برود و او را از این دسیسه باخبر کند. فرماندار در ابتدا به حرف‌های واتسون شک می‌کند، اما وقتی که می‌بیند رفتار شوهرش مشکوک است و کریستا غیبش زده‌است، می‌فهمد که واتسون حقیقت را گفته‌است.
شوهر فرماندار از او می‌خواهد که هرچه زودتر سخنرانی کند. فرماندار با حامیانش در سالن دیدار می‌کند. واتسون تفنگش را درمی‌آورد و به اتاق پروژکتور که اسمیت آنجاست، شلیک می‌کند. ترس و وحشت به‌وجود می‌آید و واتسون و افراد امنیتی به هم تیراندازی می‌کنند. جونز با لین، دختر واتسون، در ون منتظر است. وقتی علامتی از اسمیت دریافت نمی‌کند، آمادهٔ شلیک به لین می‌شود. هیوئی به‌موقع می‌رسد و مانع جونز می‌شود. اسمیت سر می‌رسد و درِ ون را باز می‌کند تا به لین شلیک کند. لین پشت یک صندلی پنهان می‌شود. واتسون می‌رسد و به اسمیت شلیک می‌کند. اسمیت قبل از مردن به واتسون تبریک می‌گوید که یک قاتل شده‌است. واتسون دخترش را در آغوش می‌گیرد. جونز از پشت ون می‌خواهد به آنها شلیک کند، اما هیوئی با پای مصنوعی‌اش به جونز ضربه می‌زند و بی‌هوشش می‌کند. صحنهٔ بعد نشان می‌دهد که آن عضو پارلمان که طراح این نقشه بود ساعت مچی شکستهٔ واتسون را لگد می‌کند و هتل را ترک می‌کند.

## بازیگران
| بازیگر         | نقش          |
| -------------- | ------------ |
| جانی دپ        | جن واتسون    |
| کریستوفر واکن  | اسمیت        |
| کورتنی چیس     | لین          |
| چارلز اس داتن  | یوئی         |
| روما مافیا     | خانم جونز    |
| مارشا میسون    | فرماندار     |
| پیتر استراس    | برندن گرنت   |
| گلوریا روبن    | کریستا بروکس |
| جی دی اسپرادین | عضو پارلمان  |
| یال وازکویز    | گاستینو      |
| ادیت دیاز      | ایرن         |